# 18 март
18 март е 77-ият ден в годината според григорианския календар (78-и през високосна година). Остават 288 дни до края на годината.

## Събития
- 37 г. – Римският сенат анулира завещанието на Тиберий и обявява Калигула за император.
- 731 г. – Започва понтификатът на папа Григорий III.
- 922 г. – Приключва Битката при Пиги – голямо сражение между българи и византийци в покрайнините на Константинопол. Завършва с голяма българска победа.
- 1229 г. – Кръстоносците, начело с Фридрих II, възстановяват Йерусалимското кралство.
- 1582 г. – В Антверпен е направен опит за убийството на Вилхелм Орански.
- 1662 г. – В Париж започва да функционира първият обществен транспорт – 8-местна карета.
- 1871 г. – Обявена е Парижката комуна.
- 1900 г. – Основан е нидерландският АФК Аякс.
- 1903 г. – Френското правителство забранява религиозните ордени.
- 1904 г. – Основан е Австрийският футболен съюз.
- 1915 г. – Битката при Дарданелите, при която османската армия, водена от Мустафа Кемал паша, разбива англо-френския военноморски флот – най-модерния за времето си.
- 1917 г. – Финландия, първи парламентарни избори с универсално избирателно право в Европа
- 1919 г. – В Испания е основан ФК Валенсия.
- 1921 г. – Подписан е вторият Рижки мирен договор между Полша и Съветския съюз.
- 1922 г. – В Индия Махатма Ганди е осъден на шест години затвор заради гражданско неподчинение, излежава две.
- 1925 г. – XXI народно събрание отнема мандати на комунисти.
- 1925 г. – Торнадо опустошава територии от три щата на САЩ – Мисури, Илинойс и Индиана, загиват 695 души.
- 1937 г. – При експлозия на газова инсталация в училище в Ню Лондон (Тексас) загиват около 300 ученици и учители.
- 1938 г. – Мексико национализира цялото петролно имущество на територията на държавата, собственост на чужди фирми.
- 1945 г. – Втората световна война: 1250 американски бомбардировача обстрелват Берлин.
- 1948 г. - Подписан е договор за дружба и икономическа взаимопомощ между Съветския Съюз и Народна Република България.
- 1965 г. – Съветският космонавт Алексей Леонов извършва първото в историята на космонавтиката излизане в открития космос.
- 1966 г. – Папа Павел VI отменя отлъчването от църквата за католиците, сключили брак с некатолици.
- 1970 г. – Лон Нол пропъжда от Камбоджа принц Нородом Сианук.
- 1974 г. – Приключва 5-месечната петролна криза, свързана с ембаргото на страните от ОПЕК за САЩ, Западна Европа и Япония.
- 1980 г. – 50 души загиват при експлозия на ракета Восток-2М на космодрума Плесецк (СССР).
- 1989 г. – В Хеопсовата пирамида в Египет е открита мумия отпреди 4400 години.
- 2002 г. – Война в Афганистан (от 2001): Операция Анаконда (започнала на 2 март) приключва с унищожаването на 500 талибани и бойци на Ал Кайда, и 11 жертви на съюзниците.
- 2003 г. – САЩ започват война в Ирак, насочена към предотвратяване на ядрената програма на Ирак и сваляне на режима на Садам Хюсеин.
- 2004 г. – Членство на България в НАТО: С 226 гласа „за“ и 4 „против“ XXXIX народно събрание ратифицира Северноатлантическия договор.

## Родени
- 1496 г. – Мария Тюдор, кралица на Франция († 1533 г.)
- 1548 г. – Корнелис Кетел, холандски художник († 1616 г.)
- 1555 г. – Франсоа д'Алансон, френски благородник († 1584 г.)
- 1780 г. – Милош Обренович, княз на Сърбия († 1860 г.)
- 1828 г. – Уилям Рандъл Кримър, английски политик, Нобелов лауреат през 1903 († 1908 г.)
- 1837 г. – Гроувър Кливланд, 22-ри и 24-ти президент на САЩ († 1908 г.)
- 1842 г. – Стефан Маларме, френски поет († 1898 г.)
- 1844 г. – Николай Римски-Корсаков, руски композитор († 1908 г.)
- 1850 г. – Тодор Иванов Джебаров, български възрожденец († 1945 г.)
- 1858 г. – Рудолф Дизел, германски изобретател († 1913 г.)
- 1868 г. – Вилхелм Щекел, австрийски лекар († 1940 г.)
- 1877 г. – Едгар Кейси, американски ясновидец († 1945 г.)
- 1893 г. – Уилфред Оуен, уелски поет († 1918 г.)
- 1896 г. – Невил Чембърлейн, министър-председател на Обединеното кралство († 1940 г.)
- 1901 г. – Менли Палмър Хол, американски езотеричен автор († 1990 г.)
- 1903 г. – Галеацо Чано, италиански политик († 1944 г.)
- 1904 г. – Сречко Косовел, словенски поет († 1926 г.)
- 1925 г. – Лазар Христов, български футболист
- 1926 г. – Йовчо Караиванов, български народен певец († 1966 г.)
- 1929 г. – Криста Волф, немска писателка († 2011 г.)
- 1932 г. – Джон Ъпдайк, американски писател († 2009 г.)
- 1936 г. – Фредерик де Клерк, президент на Южна Африка, Нобелов лауреат през 1993 г. († 2021 г.)
- 1941 г. – Волфганг Бауер, австрийски писател († 2005 г.)
- 1941 г. – Уилсън Пикет, американски певец († 2006 г.)
- 1946 г. – Милко Гайдарски, български футболист († 1989 г.)
- 1946 г. – Михаил Лозанов, български футболист († 1994 г.)
- 1949 г. – Алекс Хигинс, ирландски играч на снукър († 2010 г.)
- 1951 г. – Димитър Вичев, български футболист († 2023 г.)
- 1955 г. – Стоянка Груйчева, българска спортистка
- 1957 г. – Георги Арнаудов, български композитор
- 1959 г. – Люк Бесон, френски кинорежисьор
- 1960 г. – Ричард Бигс, американски актьор († 2004 г.)
- 1962 г. – Майк Роу, телевизионен водещ
- 1963 г. – Ванеса Уилямс, американска певица
- 1963 г. – Юлиан Стаматов, български тенисист
- 1966 г. – Джери Кантрел, американски музикант
- 1970 г. – Куийн Латифа, американска актриса
- 1972 г. – Дейн Кук, американски актьор
- 1976 г. – Благой Латинов, български футболист
- 1976 г. – Джована Антонели, бразилска актриса
- 1976 г. – Йън Колдуел, американски писател
- 1978 г. – Йоши Такешита, японска волейболистка
- 1979 г. – Адам Лавин, американски певец (Maroon 5)
- 1980 г. – Наталия Поклонска, руски политик и юрист
- 1982 г. – Калин Николов, български композитор
- 1987 г. – Мауро Сарате, аржентински футболист
- 1987 г. – Ребека Сони, американска плувкиня
- 1989 г. – Лили Колинс, американска актриса

## Починали
- 235 г. – Александър Север, римски император (* 205 г.)
- 840 г. – Айнхард, франкски историк (* ок. 775 г.)
- 1314 г. – Жак дьо Моле, френски благородник (* 1244 г.)
- 1584 г. – Иван IV, цар на Русия (* 1530 г.)
- 1745 г. – Робърт Уолпоул, британски държавник (* 1676 г.)
- 1781 г. – Ан Робер Жак Тюрго, френски държавник (* 1727 г.)
- 1876 г. – Фердинанд Фрайлиграт, немски поет (* 1810 г.)
- 1877 г. – Едуард Белчер, британски офицер (* 1799 г.)
- 1909 г. – Кузман Шапкарев, български книжовник (* 1834 г.)
- 1910 г. – Юрдан Стоянов, български революционер (* 1869 г.)
- 1913 г. – Георгиос I, гръцки крал (* 1845 г.)
- 1936 г. – Елевтериос Венизелос, министър-председател на Гърция (* 1864 г.)
- 1936 г. – Кириакулис Мавромихалис, министър-председател на Гърция (* 1850 г.)
- 1947 г. – Михаил Герджиков, български революционер (* 1877 г.)
- 1964 г. – Зигфрид Едстрьом, шведски предприемач (* 1870 г.)
- 1964 г. – Норберт Винер, американски математик (* 1894 г.)
- 1965 г. – Фарук I, владетел на Египет (* 1920 г.)
- 1970 г. – Тинка Краева, оперетна актриса (* 1910 г.)
- 1970 г. – Уилям Бюдайн, американски режисьор (* 1892 г.)
- 1977 г. – Карлос Паче, бразилски пилот от Формула 1 (* 1944 г.)
- 1980 г. – Григор Вачков, български актьор (* 1932 г.)
- 1980 г. – Ерих Фром, психолог и философ (* 1900 г.)
- 1980 г. – Тамара де Лемпицка, полска художничка (* 1898 г.)
- 1982 г. – Василий Чуйков, съветски военачалник (* 1900 г.)
- 1985 г. – Владимир Григоров, български художник (* 1894 г.)
- 1996 г. – Одисеас Елитис, гръцки поет, Нобелов лауреат през 1979 (* 1911 г.)
- 2003 г. – Адам Озборн, британски компютърен пионер (* 1939 г.)
- 2004 г. – Ричард Марнър, британски актьор (* 1921 г.)
- 2008 г. – Антъни Мингела, британски кинорежисьор (* 1954 г.)
- 2009 г. – Наташа Ричардсън, британска актриса (* 1963 г.)

## Празници
- Римокатолическа църква – Свети Александър от Йерусалим (Източноправославна църква го отбелязва на 29 май и на 25 декември)
- Римокатолическа църква, Източноправославна църква, Англиканска църква – Свети Кирил от Йерусалим
- Римокатолическа църква, Източноправославна църква, Англиканска църква – Свети Едуард мъченик
- Световен ден на мозъка
- Аруба – Ден на националния флаг и химн (1976, национален празник)
- Беларус – Ден на вътрешните войски на Република Беларус
- България – Ден на радиотехническите войски (отбелязва се от 1993 г.)
- Монголия – Ден на войниците
- Русия – Ден на Приятелството
- Франция – Ден на Парижката комуна (1872)